# Smolt (logiciel)
Smolt est un service permettant aux utilisateurs du système d'exploitation Linux d'informer les développeurs à propos des matériels sur lesquels ils utilisent les programmes. 
En ichtyologie, Smolt est le nom du tacon de saumon sauvage au moment où il a atteint la maturité nécessaire pour quitter sa rivière natale et dévaler jusqu'à l'océan. 
À la fin 2012, le projet est annoncé comme en fin de vie, et le serveur central est finalement arrêté en novembre 2013.

## Clients
Des clients Smolt sont installés par défaut avec Anaconda à partir de Fedora 7. Pour les versions précédentes, ils peuvent être installés par la commande "yum install smolt" pour Fedora Core 5 et 6, pour Fedora Core 3 et 4 et SuSE ils peuvent être installés à l'aide d'un RPM.